# 赤澤涼太
赤澤 涼太（あかざわ りょうた、1983年4月22日 - ）は、日本の男性声優、舞台俳優。尾木プロ THE NEXT所属。新潟県出身。

## 概要
三谷幸喜の初監督作品の映画『ラヂオの時間』を見て生意気な表現をすれば、「あ、この世界に生きたい」と役者をしようと思ったという。
高校時代、地元のコミュニティ放送「FMピッカラ」の映画紹介番組「エイガの時間」へ戸田康大と共に出演。映画の豊富な知識を活用し名作から話題作までを幅広く紹介し、地元での人気を獲得。現在は放送当初から共に活動している戸田康大がメインパーソナリティを務める。
日本映画大学卒業時、芸能事務所・ラブライブを受けて準所属し、舞台俳優として活動。現在も移行先の尾木プロ THE NEXT（旧：Y・M・Oラブライブ事業部）に所属し、2008年からは声優業も行っている。

## 人物
趣味は熱帯魚飼育。特技はものまね、映画解説。

## 出演

### テレビアニメ
2008年
- おねがい♪マイメロディ きららっ★（アボガド大臣）
- 図書館戦争（緒形明也、アナウンサー、館内放送、図書隊員A、良化隊員A、良化隊員C、評価員 他）
- 遊☆戯☆王5D's（学科教官）

2009年
- 家庭教師ヒットマンREBORN!（2009年 - 2010年、衛士、不良B）
- 獣の奏者エリン（メッサ、王獣使い、兵2、ヤントクの父 他）
- ジュエルペット（ペリカン、麺間、強盗、不良、クマ 他）

2010年
- ジュエルペット てぃんくる☆（村人）
- 毎日かあさん（2010年 - 2011年、少年たち、釣り人）

2011年
- もしドラ（朽木文明、審判）

2012年
- Zoobles!（シャーク団ボス、ゴンザレス、ブラッキー）
- 夏目友人帳 肆（顎鬚のある妖怪、東方の猿面、黒衣、白笠）

2013年
- 義風堂々!! 兼続と慶次（兵士）
- 獣旋バトル モンスーノ（兵士2、ティンカー）

2014年
- アカメが斬る!（ガウリ）
- アルドノア・ゼロ（カタフラクトパイロット）
- 蟲師 続章（蟲師、村人、テルの伯父）
- テラフォーマーズ（ワック・エリクソン、アナウンサー）
- ベイビーステップ（大林の友人）

2015年
- VENUS PROJECT -CLIMAX-（金竹）
- 遊☆戯☆王ARC-V（徳松の子分）

2016年
- 夏目友人帳 伍（祓い人たち、毛むくじゃらの妖怪、教師）

2017年
- 霊剣山 叡智への資格（村の男、守衛、村人、長老、智教信者 他）
- アイドル事変（作業員）
- 夏目友人帳 陸（二体さま、鳥妖怪）
- プリンセス・プリンシパル（大島）
- こちら葛飾区亀有公園前派出所（源義時）

2019年
- 五等分の花嫁（ヒゲのおじさん、社長）
- スター☆トゥインクルプリキュア（国語教師、担任教師）

2020年
- 『ヒプノシスマイク -Division Rap Battle-』Rhyme Anima（雅楽代）

2023年
- 実は俺、最強でした?（執務室補佐、盗賊、教員B）

2024年
- 魔女と野獣（店主）
- 変人のサラダボウル（校長）
- 来世は他人がいい（タケシ）
- 嘆きの亡霊は引退したい（エイ・ラリアー）

### 劇場アニメ
- プランゼット（2010年）
- 図書館戦争 革命のつばさ（2012年、緒形明也）
- 映画 五等分の花嫁（2022年）

### OVA
- テニスの王子様 Original Video Animation ANOTHER STORY 〜過去と未来のメッセージ（2009年、氷帝部員）
- 夏目友人帳 いつかゆきのひに（2014年、角のある妖怪）
- ムシブギョー（2014年、役人[4]）※『常住戦陣!!ムシブギョー』単行本第16巻OVA付き特別版

### Webアニメ
- ホイッスル!（ボイスリメイク版）（2016年、辰巳良平[8]、用務員のおじさん、おまわりさん）
- ポケモンジェネレーションズ（2016年）

### ゲーム
- 戦場の円舞曲（2014年）[4]
- 神様と運命覚醒のクロステーゼ（2014年）[4]

### 吹き替え
- ザ・フォロイング3（2015年、ハワード[4]）

### ナレーション
- ヒューレットパッカード（Web映像）[4]

### ラジオ
- エイガの時間（FMピッカラ）パーソナリティ[4]

### 舞台
- エビス駅前バープロデュース「巡光ーめぐるひかりー」（エビス駅前バー）[4]
- エビス駅前バープロデュースREBOOT【T OF N】（エビス駅前バー）[4]
- 劇団THE NEXT旗揚げ公演「燃ゆる暗闇にて」（2012年3月23日‐25日、ウエストエンドスタジオ）[4]
- ふしぎの国のジュールダン氏（青山円形劇場）[4]

### ボイスオーバー
- ネクスト[4]

### 映画
- 最後の星捕り（2012年、伊藤峻太監督） - シャトル 役